# Pedro da Fonseca
Pedro da Fonseca, též Petrus Fonseca (1528 Proença-a-Nova (Castelo Branco) — 4. listopadu 1599) byl portugalský jesuita, teolog a filozof; ve své době byl znám jako „portugalský Aristotelés“. Kromě latiny znal dokonale řečtinu a arabštinu, což mu umožnilo studovat Aristotela v originále a arabských komentářích. Fonseca dále navazoval na Tomáše Akvinského a byl jedním ze zakladatelů tzv. druhé scholastiky.
Fonseca se zabýval zejména logikou a metafysikou. Patrně nejvýznamnějším dílem je Institutionum dialecticarum Libri Octo z roku 1564.